# コウサル
コウサル
- 用途：戦闘機
- 製造者：イラン航空機製造工業 (HESA)
- 運用者：イラン空軍
- 初飛行：2018年8月
- 生産数：4
- 生産開始：2018年11月3日
- 運用状況：運用中
- 原型機：F-5 (戦闘機)
アザラフシュ
サーエゲ (航空機)

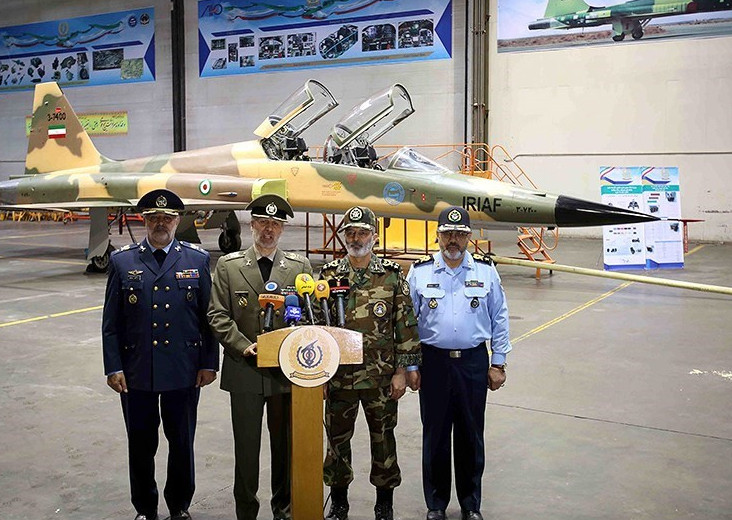
HESAコウサルの発表

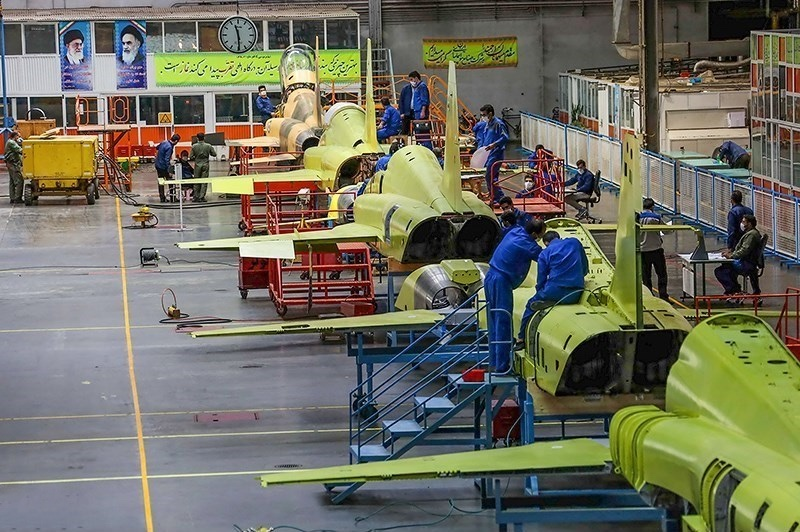
HESAコウサルの生産ライン

コウサル（ペルシア語: کوثر、英語：Kowsar）は、アメリカのF-5戦闘機をベースにしたイランの戦闘機である。高度な火器管制システムとともに最新の第四世代アビオニクスを搭載している。

## 開発
2018年8月21日、イランの完全な国内開発・製造機としてイランの国営テレビで初めて公表された。この数日後に初飛行がしたと言われている。2018年11月3日、イラン航空機製造業会社でコウサルの組立ラインの発足式が行われ、少なくとも7機が製造されている。エスファハーンで開催された防衛産業日のイベント祝賀会では、ハサン・ロウハーニー大統領がコウサルを視察した際に出席していた。
イランの報道機関は、コウサルの設計はF-5をベースにしていることを認めつつも、イスラム国家が一から製造した初の戦闘機であると褒め称え、第4世代戦闘機と称している。なお、コウサルの存在が発表された数日後、イランのF-5が墜落したとの報道があった。
イランは、核開発やミサイル問題のために2006年以降に国連から制裁を受けている。アメリカは武器販売やほぼ完全な経済活動の禁止を行い、その中にはイランとの商取引を行う会社への制裁も含まれ、主要な防衛装備品が公式に入手できない状況にある。コウサルは、そのような状況の中、自主開発の必要性を感じ、開発したものと見られる。

## 設計
コウサルは、サーエゲやアザラフシュと同じく、F-5のフレームをベースに作られている。
イラン国営メディアによると、この戦闘機は「高度なアビオニクス」と「多目的レーダー」を搭載しており、「100％国産で作られた」という。また、デジタルデータネットワーク、グラスコクピット、ヘッドアップディスプレイ（HUD）、弾道計算機、スマートモービルマッピングシステムを採用している。レーダーとして同時に2機を捕捉する事ができるイタリア製のグリフォ（恐らく中国のJ-7戦闘機向けの転用品）が搭載されている可能性があるという。搭載エンジンにはJ90という名称が付けられ、ゼネラル・エレクトリック J85のリバースエンジニアリングと見られる。
2025年3月には、搭載されたイラン製の射出座席（ロシア製のK-36DMのコピー）に問題があるほか、複座型には重量増加と重心変化に伴う飛行安定性の低下があり、「安全上の問題」から第4戦術飛行基地に配備されたコウサル全機が地上待機状態になっているとされる。

## 運用履歴

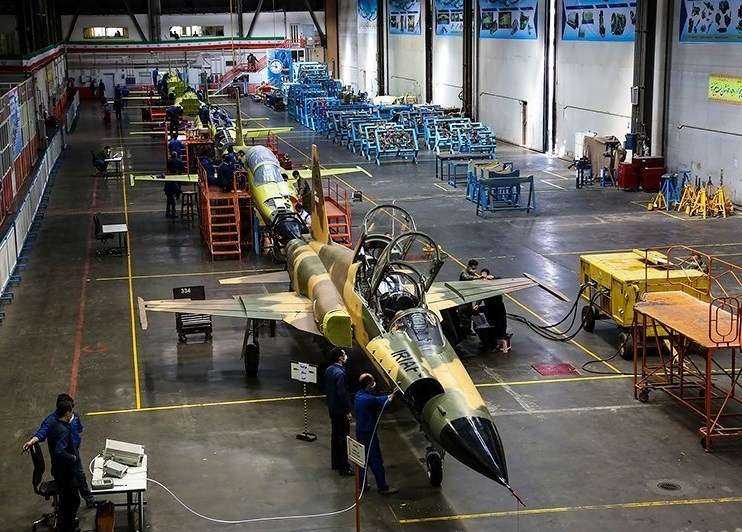
コウサルの生産ライン

2020年6月25日、イラン国防軍需省は、エスファハーンで行われた式典で、イラン空軍に新型機「コウサル」3機が納入されたと発表した。公表画像には、非戦闘色塗装の機体が写っていた。

## 派生型
コウサルは、単座と複座が生産されている。

## 輸出
2018年11月26日、イラン航空産業機構（IAIO）の代表であるAbdolkarim Banitarafi准将は、イランはコウサル・ジェット機の輸出が準備できており、ロシア、中国、インドネシアと合意が交わされていると発表した。ただし、合意内容の詳細は明らかにされていない。

## 反応

### 当局
イスラエルのアヴィグドール・リーベルマン国防相は、「経済危機に対する自然な反応」だと報道陣に語り、「イラン人はアメリカの継続的な制裁で非常にプレッシャーを感じており、その反動でこのようなことを言い出しているが、我々もそれを否定すべきではない」と付け加えた。首相官邸のオフィール・ゲンデルマン報道官は、「イラン政府はコウサルを発表し、『イラン初の100％国産の戦闘機』だと主張し、その攻撃力を自慢する。しかし、私はすぐにこれが非常に古いアメリカの軍用機（50年代に製造されたもの）であることに気がついた。それは何十年も使われていないF-5クラスのジェット機である。」とツイートした。

### コメンテーター
欧米のアナリストは、この航空機は兵器としては効果が無いが、新世代のイランの戦闘機パイロットを訓練する潜在力があると評している。
アレックス・ロッキーは「大きなジョークのように見える」と評したが、ジェット訓練機と軽攻撃機としてのその知られざる目的は「イランの空軍を救う」可能性があるという。
IISSの軍事航空宇宙上級研究員であるダグラス・バリーによると、イランは基礎の F-5 のジェットフレームを維持したまま、アップグレードや変更をコウサルに加えた可能性があるという。彼はまた、イランがジェットフレームをリバースエンジニアリングすることは可能だが、問題はエンジンとアビオニクスの調達にあると示唆する。

## 性能
諸元
- 乗員: 2名
- 全長: 14.45 m
- 全高: 4.08m
- 翼幅: 16.26 m
- 翼面積: 17.28m2 （約332ft2）
- 空虚重量: 4,349 kg
- 最大離陸重量: 9,312 kg
- 動力: GE J85をイランでリバースエンジニアリングしたOwj ターボジェットエンジン
  - ドライ推力:  15.5 kN (3,500 lbf) × 2
  - アフターバーナー使用時推力: 22 kN (4,900 lbf) （） × 2

性能
- 最大速度: 1,700 km/h
- フェリー飛行時航続距離: 2,900 km（外部タンク3本）
- 航続距離: 1,100 km
- 実用上昇限度: 15,800 m
- 上昇率: 175 m/s